# Jean-Baptiste-Jacques Élie de Beaumont
Jean-Baptiste-Jacques Élie de Beaumont (1732 Carentan – 10. ledna 1786 Paříž) byl francouzský advokát.

## Život
Élie de Beaumont, který pocházel ze staré normandské protestantské rodiny, byl přijat do advokátní komory v roce 1752 a stal se advokátem parlamentu Normandie. Voltaire jej nazval filozofem utlačované nevinnosti. Jeho ženou byla spisovatelka Anne-Louise Élie de Beaumont a vnukem geolog Léonce Élie de Beaumont.

## Dílo
- Mémoire pour réhabiliter le nom de Calas, Paříž, 1762, in-4°
- Mémoire a consulter, et consultation pour les enfans de defunt Jean Calas, marchand a Toulouse, Paříž, Merlin, 1765
- Mémoire pour dame Anne-Rose Cabibel, veuve Calas, et pour ses enfans, sur le renvoi aux Requêtes de l'Hôtel au Souverain, ordonné par arrêt du Conseil du 4 juin 1764, Paříž, Le Breton, 1762
- Addition de Mémoire, pour les sieurs & demoiselles Potin, neveux & niéces de la dame de Maincy, héritiers aux meubles & acquêts, & propres paternels; contre la dame & la demoiselle Desjardins, Paříž, L. Cellot, 1764
- Mémoire a consulter, et consultation pour Pierre-Paul Sirven, Commissaire à terrier dans le Diocèse de Castres : présentement à Geneve, accusé d'avoir fait mourir sa seconde fille, pour l'empêcher de se faire catholique; & pour ses deux filles, Paříž, [s.n.], 1766
- Mémoire a consulter, et Consultation, sur plusieurs questions importantes dans une affaire pendante en l'Amirauté de Rouen. Notamment sur la question si un capitaine-géreur, domicilié à Rouen, a pu se créer, pendant le tems par lui employé aux opérations de sa commission, un domicile en Amérique, au préjudice & en fraude de ses constituans, Rouen, L. Cellot, 1772
- Mémoire et consultation sur le pretendu viol et le prétendu assassinat de la demoiselle Rouge : imputés a six personnes, Paříž, L. Cellot, 1770
- Mémoire et réponse a M. L'Abbé de L'Epée pour le sieur Cazeaux, accusé d'avoir supprimé la personne & l'état du Comte de Solar, Paříž, Knapen, 1779
- Mémoire pour Dame M. R. Petit de la Burthe, marquise d'Anglure, contre le sieur Pierre Petit ; et encore contre le sieur Petit de la Siguenie... , Paříž, Simon, 1782
- Mémoire pour le Sieur Desbordes, ecuyer, héritier aux meubles & acquêts & aux propres maternels de feu M. Fugere, conseiller du roy en la Cour des aides, Paříž, Ch. Est. Chenault, 1758
- Mémoire pour le sieur Gasteau bourgeois de Paris, tuteur de Jean-Baptiste-Antoine-Pacifique-Joseph Alliot, fils mineur de Jean-Baptiste Alliot, ecuyer & de Dame Marie-Therese Michaux son épouse, demandeur contre le sieur Alliot, ayeul du mineur, fermier général & intendant de la maison de Sa Majesté le roi de Pologne, défendeur, Paříž, L. Cellot, 1764
- Mémoire pour le sieur Gaudon contre le sieur Jean Ramponeau, Paříž, Louis Cellot, 1760
- Mémoire pour le sieur Regad de Musseau, ancien capitaine au Bataillon de l'Inde, contre la Compagnie des Indes, Paříž, [s.n.], 1768
- Observations sur les profits prétendus indûment faits par la société Lemoine des Pins, Martel, & Varin, Paříž, L. Cellot, 1763
- Question sur la legitimité du mariage des Protestans françois, celebré hors du royaume, Paříž, L. Cellot, 1764
- Voyages anciens, moeurs pittoresques. Un voyageur français en Angleterre en 1764, Paris, Bureaux de la Revue britannique, [n.d.]
- Défense de Claudine Rouge, Paříž, 1760, in-4°
- Mémoire au sujet des caves forcées et des vins pillés des chanoines de la Sainte-Chapelle, Paříž, 1760, in-4°